# Kanton Gap-Sud-Est
Der Kanton Gap-Sud-Est war bis 2015 ein französischer Wahlkreis im Arrondissement Gap, im Département Hautes-Alpes und in der Region Provence-Alpes-Côte d’Azur. Er bestand aus dem südöstlichen Teil der Stadt Gap. Die landesweiten Änderungen in der Zusammensetzung der Kantone brachten im März 2015 seine Auflösung. Vertreter im conseil général des Départements war zuletzt Bernard Jaussaud.